# Michel Wieviorka
Michel Wieviorka (nacido el 23 de agosto de 1946 en París) es un sociólogo francés.

## Biografía
Director de estudios en el EHESS, dirigió desde 1993 hasta 2009 el Centro de Análisis e Intervención Sociológicos (CADIS) fundado por Alain Touraine en 1981.
Fue presidente de la Asociación Internacional de Sociología de 2006 a 2010.
Desde julio de 2009, ha sido Director de la Fundación Maison de Sciences de l'Homme.
Exmiembro del Consejo Científico de la Defensa, también es presidente de un panel del Consejo Europeo de Investigación (ERC-7e PCRD) en Bruselas.

## Obra
Su sociología introduce una perspectiva que toma en cuenta la globalización, la construcción individual y la subjetividad de los actores. La sociología de la acción que ha construido desde sus primeros trabajos sobre los movimientos de consumidores en la década de 1970 lo ha llevado a estudiar los movimientos sociales y fenómenos como el racismo, la violencia o el antisemitismo.
Su reconocimiento internacional se debe mucho a su trabajo sobre el terrorismo (premio especial del jurado de Amalfi de 1989 por su libro Societies and Terrorism) y otros actos de odio y violencia, así como a la globalización y el multiculturalismo. Muchos de sus libros están traducidos al inglés, alemán, español, portugués y japonés.
Ha realizado trabajos en varios países, entre ellos Polonia, España, Estados Unidos, América Latina y Rusia.
Colabora con regularidad en varios diarios europeos, como el español La Vanguardia, en los que se ha ocupado últimamente del fenómeno del populismo.

### Publicaciones en español
- Crítica de la teoría del "capitalismo monopolista de Estado" (escrito en colaboración con Bruno Théret), México, Terra Nova, 1980.
- Estado, empresarios y consumidores, México, Fondo de Cultura Económica, 1980.
- El espacio del racismo, Barcelona, Paidós, 1992.
- El racismo: una introducción, Barcelona, Gedisa, 2009.
- El antisemitismo explicado a los jóvenes, Cyan, 2018.
- La violencia, Prometeo Libros, 2018.

## Ascendencia y parentesco
Los abuelos paternos de Michel Wieviorka, judíos polacos, fueron arrestados en Niza durante la guerra y murieron en Auschwitz. El abuelo, Wolf Wiewiorka, nació el 10 de marzo de 1896 en Minsk. La abuela, Rosa Wiewiorka, nacida Feldman, nació el 10 de agosto de 1897 en Siedlce. Su última dirección en Niza fue el 16 de la calle Reine Jeanne. Fueron deportados en el convoy No. 61, con fecha del 28 de octubre de 1943, desde el Campamento Drancy a Auschwitz. Fueron detenidos antes en el campamento de Beaune-la-Rolande. Su padre, refugiado en Suiza, y su madre, la hija de un sastre parisino, refugiada en Grenoble, sobrevivieron a la guerra.
Es el hermano de Annette, Sylvie y Olivier Wieviorka.